# Multi-Touch-Screen
Ein Multi-Touch-Screen (englisch touch = berühren; Bildschirm mit Mehrfingergestenerkennung) ist eine besondere berührungsempfindliche Oberfläche für die Eingabe von Daten mit Hilfe von Gesten. Der kapazitive oder optische Touchscreen erkennt gleichzeitig mehrere Berührungen, meist mit den Fingern, womit mehr Bedienmethoden zum Einsatz kommen können als bei Systemen, die nur einen einzigen Berührungspunkt gleichzeitig erfassen können.
Meist sind Bildschirm und Multi-Touch-Screen kombiniert und liegen übereinander. Der Anwender kann dann auf die am Bildschirm angezeigten Elemente tippen, sie verschieben oder mehrere gleichzeitig auswählen. Populäre Anwendungsbeispiele sind das Vergrößern und Drehen von Bildern, indem man zwei Finger voneinander wegbewegt oder sie um einen gemeinsamen Mittelpunkt dreht.

## Geschichte

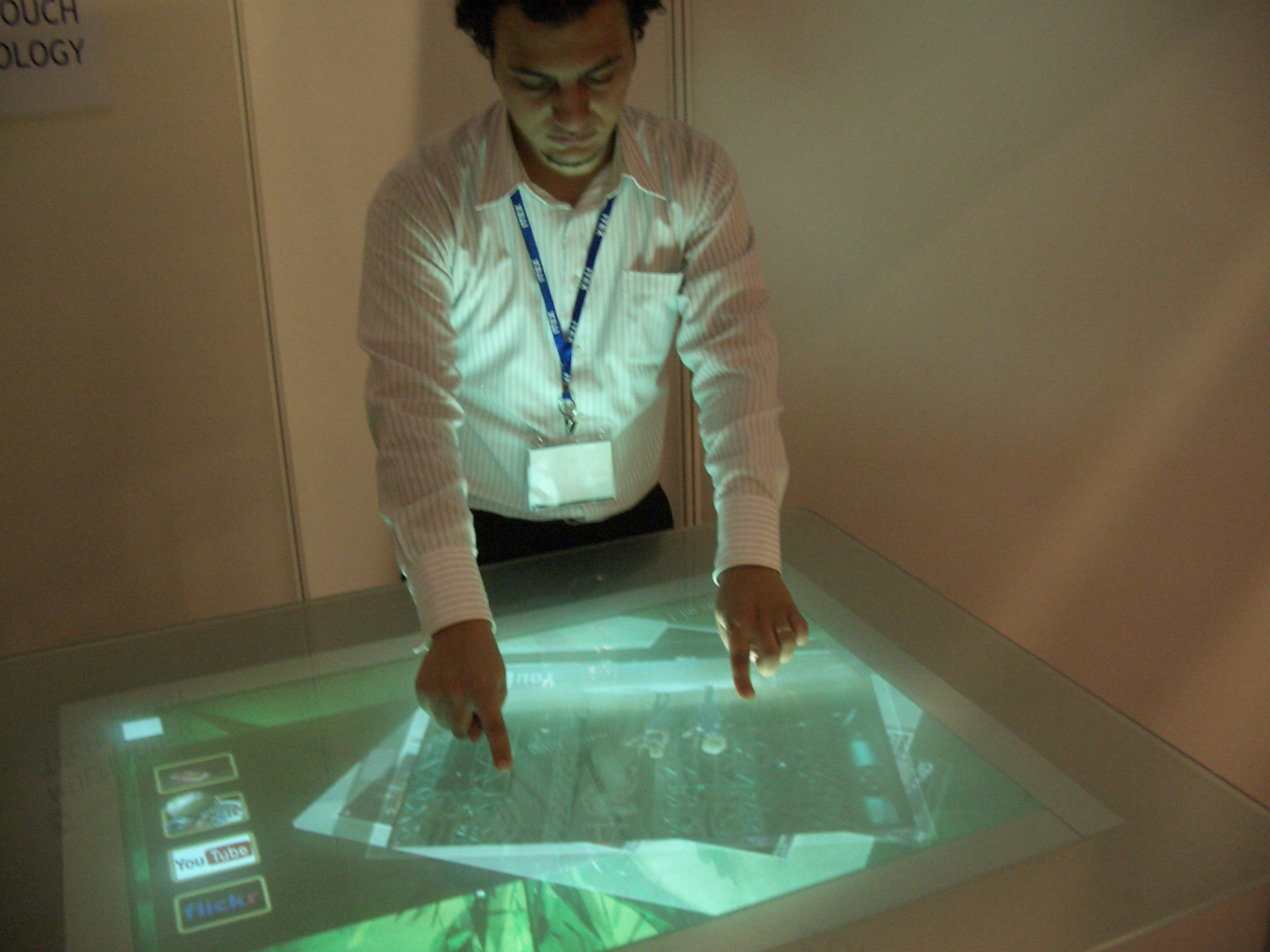
Drehen mit zwei Fingern auf einem Multi-Touch-Bildschirm

Die Technologie, auf der u. a. das Apple iPhone und Microsoft PixelSense basieren, wurde schon ab 1982 entwickelt. Bereits damals fanden an der University of Toronto sowie an den Bell Laboratories erste Forschungen zu Multi-Touch-Geräten statt.
Die weiteren Forschungen zu Multi-Touch-Geräten begannen bereits Anfang der 1990er Jahre. Führende Institute waren dabei die University of Toronto sowie die Bell Laboratories.
Apple ließ die Technik 2004 zum Patent anmelden und versuchte auch, das Wort Multi-Touch als Marke zu registrieren, was jedoch abgelehnt wurde, weil der Begriff als zu allgemein erachtet wurde.
2005 brachte die französische Firma Jazzmutant das Multimedia-Kontrollgerät Lemur – als eines der ersten multi-touch-fähigen Produkte – zum Steuern von Mischpulten im professionellen Audio- und Videobereich auf den Markt.
2006 wurde der Forscher Jeff Han von der New York University durch die Demonstration eines Multi-Touch-Prototypen auf der TED-Konferenz bekannt. Das seiner Multi-Touch-Oberfläche zugrundeliegende FTIR-Prinzip (englisch Frustrated Total Internal Reflection, deutsch Verhinderte Interne Totalreflexion) besitzt den Vorteil, dass solche Oberflächen kostengünstig und beliebig skalierbar herstellbar sind. Ein Video der Präsentation Hans wurde einige Monate später ins Internet gestellt und fand dort große Verbreitung. Han war auch der erste, der FTIR-basierte Multi-Touch-Geräte vermarktete, wozu er selber die Firma Perceptive Pixel gründete, die Multi-Touch-Wände unter anderem an die CIA verkaufte.
Obwohl schon die im ersten Halbjahr 2007 marktüblichen Synaptics-Touchpads diese Eingabemethode unterstützten (beispielsweise das Lenovo-ThinkPad T61 unter GNU/Linux), wurde sie erst durch das Mitte 2007 auf den Markt gebrachte Apple iPhone einer größeren Öffentlichkeit bekannt.

## Anwendungen
Im Musikbereich erlangte der Synthesizer Reactable eine größere Bekanntheit, nachdem das Instrument von der isländischen Sängerin Björk neben dem Lemur auf ihrer letzten Volta-Welttournee prominent eingesetzt wurde. Der Reactable vereint eine Multi-Touch-Oberfläche mit der Gegenständlichkeit eines Tangible User Interface und macht elektronische Musik akustisch, visuell und auch haptisch begreifbar.